# Margaret's Museum
Pour plus de détails, voir Fiche technique et Distribution.
Margaret's Museum est un film canadien réalisé par Mort Ransen (en), sorti en 1995.

## Synopsis
Margaret MacNiel et Neil Currie habitent sur l'île du Cap-Breton. Ils s'aiment mais n'arrivent pas à composer avec l'industrie minière qui régit la vie de l'île.

## Fiche technique
- Titre : Margaret's Museum
- Réalisation : Mort Ransen
- Scénario : Gerald Wexler et Mort Ransen d'après le roman The Glace Bay Miners' Museum de Sheldon Currie
- Musique : Milan Kymlicka
- Photographie : Vic Sarin
- Montage : Rita Roy
- Production : Steve Clark-Hall, Claudio Luca, Mike Mahoney, Mort Ransen et Christopher Zimmer
- Société de production : British Screen Productions, Ciné Télé Action, Glace Bay Pictures, Malofilm, Office national du film du Canada, Ranfilm, Skyline Films, Téléfilm Canada et imX Communications
- Pays :  Canada et  Royaume-Uni
- Genre : Drame
- Durée : 114 minutes
- Dates de sortie : 
  -  Canada : 13 septembre 1995 (festival international du film de Toronto)

## Distribution
- Helena Bonham Carter : Margaret MacNeil
- Clive Russell : Neil Currie
- Craig Olejnik : Jimmy MacNeil
- Kate Nelligan : Catherine MacNeil
- Kenneth Welsh : Angus MacNeil
- Andrea Morris : Marilyn
- Peter Boretski : Dunald MacNeil, le grand-père
- Barrie Dunn : M. Campbell
- Norma Dell'Agnese : Mme. Campbell
- Glenn Wadman : Willy
- Ida Donovan : Sarah

## Distinctions
Le film a reçu la Coquille d'or au festival international du film de Saint-Sébastien.